# Argelers (Sant Feliu Sasserra)
|  | Aquest article tracta sobre masia de Sant Feliu Sasserra. Vegeu-ne altres significats a «Argelers». |

Argelers és una masia situada al municipi de Sant Feliu Sasserra a la comarca catalana del Bages.